# مقاطعة رووكس (كانساس)
مقاطعة رووكس (بالإنجليزية: Rooks County)‏ هي إحدى المقاطعات في ولاية كانساس، الولايات المتحدة الأمريكية.